# Montaigu-de-Quercy
Montaigu-de-Quercy – miejscowość i gmina we Francji, w regionie Oksytania, w departamencie Tarn i Garonna.
Według danych na rok 1990 gminę zamieszkiwały 1634 osoby, a gęstość zaludnienia wynosiła 21 osób/km² (wśród 3020 gmin regionu Midi-Pireneje Montaigu-de-Quercy plasuje się na 220. miejscu pod względem liczby ludności, natomiast pod względem powierzchni na miejscu 37.).